# Cannondale Drapac Professional Cycling Team/Saison 2017
Diese Liste beschreibt die Mannschaft und die Erfolge des Cannondale Drapac Professional Cycling Teams in der Saison 2017.

## Erfolge in der UCI WorldTour
Bei den Rennen der  UCI WorldTour  im Jahr 2017 gelangen dem Team nachstehende Erfolge.
| Datum   | Rennen                          | Sieger          |
| ------- | ------------------------------- | --------------- |
| 18. Mai | 5. Etappe Kalifornien-Rundfahrt | Andrew Talansky |
| 24. Mai | 17. Etappe Giro d’Italia        | Pierre Rolland  |
| 9. Juli | 9. Etappe Tour de France        | Rigoberto Uran  |

## Erfolge in der UCI America Tour
Bei den Rennen der  UCI America Tour im Jahr 2017 gelangen dem Team nachstehende Erfolge.
| Datum        | Rennen                     | Kat. | Sieger         |
| ------------ | -------------------------- | ---- | -------------- |
| 11. August   | 2. Etappe Colorado Classic | 2.HC | Alex Howes     |
| 2. September | 2. Etappe Tour of Alberta  | 2.1  | Wouter Wippert |
| 3. September | 3. Etappe Tour of Alberta  | 2.1  | Alex Howes     |
| 4. September | 4. Etappe Tour of Alberta  | 2.1  | Wouter Wippert |

## Erfolge in der UCI Europe Tour
Bei den Rennen der  UCI Europe Tour im Jahr 2017 gelangen dem Team nachstehende Erfolge.
| Datum      | Rennen                             | Kat. | Sieger            |
| ---------- | ---------------------------------- | ---- | ----------------- |
| 24. März   | 2. Etappe Settimana Internazionale | 2.1  | Toms Skujins      |
| 17. Juni   | 3. Etappe Route du Sud             | 2.1  | Pierre Rolland    |
| 18. Juni   | 4. Etappe Route du Sud             | 2.1  | Thomas Scully     |
| 4. Juli    | 2. Etappe Österreich-Rundfahrt     | 2.1  | Tom-Jelte Slagter |
| 5. Oktober | Mailand-Turin                      | 1.HC | Rigoberto Uran    |

## Erfolge in den Nationalen Straßen-Radsportmeisterschaften
Bei den Rennen der Nationalen Straßen-Radsportmeisterschaften 2017 konnte das Team nachstehende Titel erringen.
| Datum    | Rennen                                   | Sieger      |
| -------- | ---------------------------------------- | ----------- |
| 22. Juni | Irische Meisterschaft – Einzelzeitfahren | Ryan Mullen |
| 25. Juni | Irische Meisterschaft – Straßenrennen    | Ryan Mullen |

## Zugänge – Abgänge
| Zugänge          | Team 2016                   | Abgänge              | Team 2017               |
| ---------------- | --------------------------- | -------------------- | ----------------------- |
| Brendan Canty    | Drapac Professional Cycling | Jack Bauer           | Quick-Step Floors       |
| Hugh Carthy      | Caja Rural-Seguros RGA      | Matti Breschel       | Astana Pro Team         |
| William Clarke   | Drapac Professional Cycling | André Cardoso        | Trek-Segafredo          |
| Taylor Phinney   | BMC Racing Team             | Phillip Gaimon       | Karriereende            |
| Thomas Scully    | Drapac Professional Cycling | Ben King             | Team Dimension Data     |
| Tom Van Asbroeck | Team Lotto NL-Jumbo         | Alan Marangoni       | Nippo-Vini Fantini      |
| Sep Vanmarcke    | Team Lotto NL-Jumbo         | Moreno Moser         | Astana Pro Team         |
|                  |                             | Ramūnas Navardauskas | Bahrain-Merida          |
|                  |                             | Kristoffer Skjerping | Team Joker              |
|                  |                             | Ruben Zepuntke       | Development Team Sunweb |

## Mannschaft
| Teamkader 2017                                             | Teamkader 2017    | Teamkader 2017         | Teamkader 2017                        |
| Name                                                       | Geburtsdatum      | Land                   | Vorheriges Team                       |
| ---------------------------------------------------------- | ----------------- | ---------------------- | ------------------------------------- |
| Alberto Bettiol                                            | 29. Oktober 1993  | Italien                | Cannondale (2014)                     |
| Patrick Bevin                                              | 15. Februar 1991  | Neuseeland             | Avanti Racing Team (2015)             |
| Nathan Brown                                               | 7. Juli 1991      | Vereinigte Staaten     | Bontrager (2013)                      |
| Brendan Canty                                              | 17. Januar 1992   | Australien             | Drapac Professional Cycling (2016)    |
| Hugh Carthy                                                | 9. Juli 1994      | Vereinigtes Königreich | Caja Rural-Seguros RGA (2016)         |
| Simon Clarke                                               | 18. Juli 1986     | Australien             | Orica-GreenEDGE (2015)                |
| William Clarke                                             | 11. April 1985    | Australien             | Drapac Professional Cycling (2016)    |
| Lawson Craddock                                            | 20. Februar 1992  | Vereinigte Staaten     | Giant-Alpecin (2015)                  |
| Joseph Dombrowski                                          | 12. Mai 1991      | Vereinigte Staaten     | Team Sky (2014)                       |
| Davide Formolo                                             | 25. Oktober 1992  | Italien                | Cannondale (2014)                     |
| Alex Howes                                                 | 1. Januar 1988    | Vereinigte Staaten     | Chipotle Development (2011)           |
| Kristijan Koren                                            | 25. November 1986 | Slowenien              | Cannondale (2014)                     |
| Sebastian Langeveld                                        | 17. Januar 1985   | Niederlande            | Orica-GreenEDGE (2013)                |
| Ryan Mullen                                                | 7. August 1994    | Irland                 | An Post-ChainReaction (2015)          |
| Taylor Phinney                                             | 27. Juni 1990     | Vereinigte Staaten     | BMC Racing Team (2016)                |
| Pierre Rolland                                             | 10. Oktober 1986  | Frankreich             | Team Europcar (2015)                  |
| Thomas Scully                                              | 14. Januar 1990   | Neuseeland             | Drapac Professional Cycling (2016)    |
| Toms Skujiņš                                               | 15. Juni 1991     | Lettland               | Hincapie Racing (2015)                |
| Tom-Jelte Slagter                                          | 1. Juli 1989      | Niederlande            | Belkin (2013)                         |
| Andrew Talansky                                            | 23. November 1988 | Vereinigte Staaten     | Amore & Vita-McDonald's (2009)        |
| Rigoberto Urán                                             | 26. Januar 1987   | Kolumbien              | Etixx-Quick Step (2015)               |
| Tom Van Asbroeck                                           | 19. April 1990    | Belgien                | LottoNL-Jumbo (2016)                  |
| Dylan van Baarle                                           | 21. Mai 1992      | Niederlande            | Rabobank Development (2013)           |
| Sep Vanmarcke                                              | 28. Juli 1988     | Belgien                | LottoNL-Jumbo (2016)                  |
| Davide Villella                                            | 27. Juni 1991     | Italien                | Cannondale (2014)                     |
| Wouter Wippert                                             | 14. August 1990   | Niederlande            | Drapac Professional Cycling (2015)    |
| Michael Woods                                              | 12. Oktober 1986  | Kanada                 | Optum-Kelly Benefit Strategies (2015) |
| Cyrus Monk (1. Aug.–31. Dez., Stagiaire)                   | 7. November 1996  | Australien             | African Wildlife Safaris (2015)       |
|                                                            |                   |                        |                                       |
| Quellen: ProCyclingStats Cycling Quotient Cycling Archives |                   |                        |                                       |